# قزلجه (کبودرآهنگ)
قزلجه یک منطقه مسکونی دردهستان حاجیلو از روستاهای همدان واقع شده‌است. این روستا طبق سرشماری سال ۱۳۹۵ تعداد ۹۴۶ نفر جمعیت (۲۳۸ خانوار) داشته‌است.
طایفه های قنبری،عیوضی،بیات و حسین‌خانی از جمله طایفه ها در این روستا می باشند
1. ↑  «درگاه ملی آمار > سرشماری عمومی نفوس و مسکن > نتایج سرشماری > جمعیت به تفکیک تقسیمات کشوری سال 1395». www.amar.org.ir. دریافت‌شده در ۲۰۱۸-۰۴-۰۸.